# Romulea maculata
Romulea maculata là một loài thực vật có hoa trong họ Diên vĩ. Loài này được J.C.Manning & Goldblatt mô tả khoa học đầu tiên năm 2001.